# ميخائيل بليك
ميخائيل بليك (بالإنجليزية: Michael Blake)‏ هو ملحن جنوب أفريقي، ولد في 1951.

## روابط خارجية
- ميخائيل بليك على موقع IMDb (الإنجليزية)